# بييرو توسكاني
بييرو توسكاني (28 يوليو 1904 – 23 مايو 1940) هو ملاكم إيطالي راحل، مثّل بلاده في الألعاب الأولمبية الصيفية 1928.

## روابط خارجية
بييرو توسكاني على موقع بوكس ريك (الإنجليزية) (registration required)
- بييرو توسكاني على موقع اللجنة الأولمبية الدولية (الإنجليزية)
- بييرو توسكاني على موقع أوليمبيديا (الإنجليزية)
- بييرو توسكاني على موقع اللجنة الأولمبية الإيطالية (الإيطالية)